# Maglemosen
 Ikke at forveksle med Maglemosen nær Mullerup i Vestsjælland, hjemsted for Maglemosekulturen
Maglemosen er et område i Vedbæk. Området var i Stenalderen en lavvandet fjord, kaldet Vedbæk Fjord. 
For cirka 7.000 år siden strakte fjorden sig langs den nuværende 5-meter kurve, fra Øresund ved Vedbæk Havn og ind i landet til Caroline Mathilde-stien.
Siden har landet hævet sig, og havet trukket sig tilbage.
Der er fundet en række bopladser og grave fra den sidste del af jægerstenalderen (6.000 – 4.000 f.kr). Disse fund kaldes Vedbækfundene. Vedbækfundene kan ses i en udstilling på Gammel Holtegård.

## I dag
Store dele af Maglemosen har været militært område, og derfor har der ikke været adgang. Dette er nu ophævet og området er et såkaldt nærrekreativt område, der bruges af lokale borgere. Der er etableret flere naturstier i det hidtidige lukkede moseområde.
Maglemosen blev fredet i 1986, der har til formål at bevare de landskabelige, arkæologiske og geologiske værdier. Fredningen dækker et areal på næsten 216 ha.
Midt i Maglemosen løber vandløbet Maglemoserenden, der i 2007-2008 blev restaureret og saneret. Der er bl.a. genskabt det naturlige fald, og der er etableret gydebanker for ørrederne med grus i vandløbet.